# Rodochrozit
Rodochrozit (MnCO3 – uhličitan manganatý) je minerál krystalizující v trigonální soustavě.

## Charakteristika
Většinou se vyskytuje v celistvé, zrnité nebo hroznovité formě. Má růžovou nebo načervenalou barvu a jeho žíly jsou bílé. Patří k průhledným až průsvitným minerálům. Rodochrozit se dá s šuměním rozpustit v teplé kyselině chlorovodíkové.

## Vznik

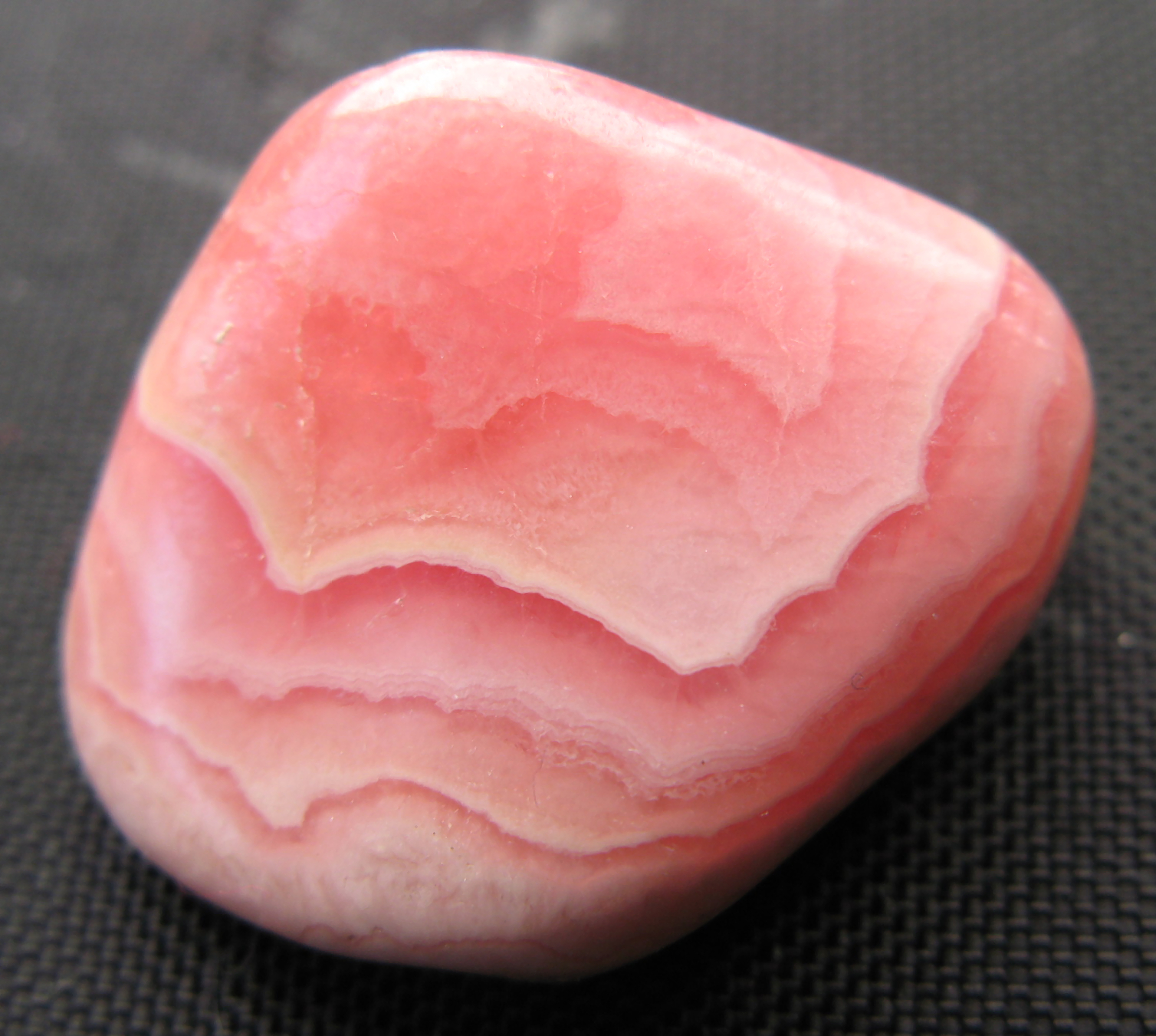
Vyleštěný rodochrozit

Rodochrozit vzniká v hydrotermálních žilách a v přeměněných či sedimentárních manganových ložiskách.